# ФК Борац Нови Сад
ФК Борац је фудбалски клуб из Новог Сада. Клуб је основан 1952. године, а игралиште овог фудбалског клуба се налази у северном делу града, на Клиси. Клуб се тренутно такмичи у Војвођанској лиги Запад. ФK Борац се посебно истиче у раду са млађим категоријама. Стручно педагошким радом руководи мр Милан Јелић, а у раду са децом учествују тренери Лазар Шуњка, Владимир Кузмановић, Данијел Алајица и Дејан Крчмар.

## Стручни штаб
| Позиција          | Име              |
| ----------------- | ---------------- |
| Тренер            | СРБ Милан Јелић  |
| Помоћни тренер    | Гојко Перишић    |
| Тренер голмана    | Дејан Крчмар     |
| Кондициони тренер | Данијел Алајица  |
| Доктор            | Данијела Алајица |
| Секретар          | Радојков Новица  |

## Тренутна постава
Од 16. јануара 2012.
| Бр. |        | Позиција | Играч               |
| --- | ------ | -------- | ------------------- |
| 27  | Србија | Г        | Жељко Драгић        |
| 4   | Србија | С        | Шуњка Лазар         |
| 5   | Србија | О        | Стеван Мирић        |
| 6   | Србија | О        | Папрић Александар   |
| 7   | Србија | С        | Иконић Лука         |
| 9   | Србија | Н        | Стефан Ђорђијевски  |
| 10  | Србија | Н        | Давид Кукољ         |
| 13  | Србија | С        | Александар Гостојић |
| 14  | Србија | Н        | Марко Митровић      |
| 16  | Србија | С        | Максимовић Томислав |
| 17  | Србија | С        | Дарко Ђаковић       |

| Бр. |        | Позиција | Играч              |
| --- | ------ | -------- | ------------------ |
| 21  | Србија | О        | Слободан Папрић    |
| 28  | Србија | С        | Томљановић Марко   |
| 22  | Србија | Н        | Николић Душан      |
| 24  | Србија | О        | Илић Владан        |
| 28  | Србија | С        | Дарко Радовић      |
| 30  | Србија | Г        | Немања Ромић       |
| 31  | Србија | С        | Жакула Дејан       |
| 32  | Србија | С        | Вујадиновић Гојко  |
| 33  | Србија | С        | Веселиновић Стефан |
| 34  | Србија | С        | Николић Душан      |
| 35  | Србија | С        | Радић Радослав     |
| 36  | Србија | О        | Јовандић Лазар     |